# Phòng hơi ngạt

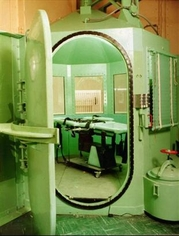
Một căn phòng hơi ngạt

Phòng hơi ngạt là một thiết bị dùng để giết chết người hoặc động vật bằng khí độc, bao gồm một buồng kín trong đó một khí độc hoặc khí gây ngạt được phun vào. Các khí độc thường được sử dụng nhất là HCN; CO2 và CO cũng đã được sử dụng. Phòng hơi ngạt được sử dụng như một phương pháp tử hình cho các tù nhân bị kết án ở Hoa Kỳ bắt đầu vào những năm 1920 và tiếp tục là một phương pháp tử hình trong ba tiểu bang. Trong thảm sát người Do Thái, phòng hơi ngạt quy mô lớn được thiết kế để giết người hàng loạt đã được Đức Quốc xã và nhà nước độc lập Croatia tại trại tập trung Jasenovac sử dụng như một phần của chương trình diệt chủng. Việc sử dụng các phòng hơi ngạt ở Bắc Triều Tiên cũng đã được báo cáo.

## Đức Quốc xã

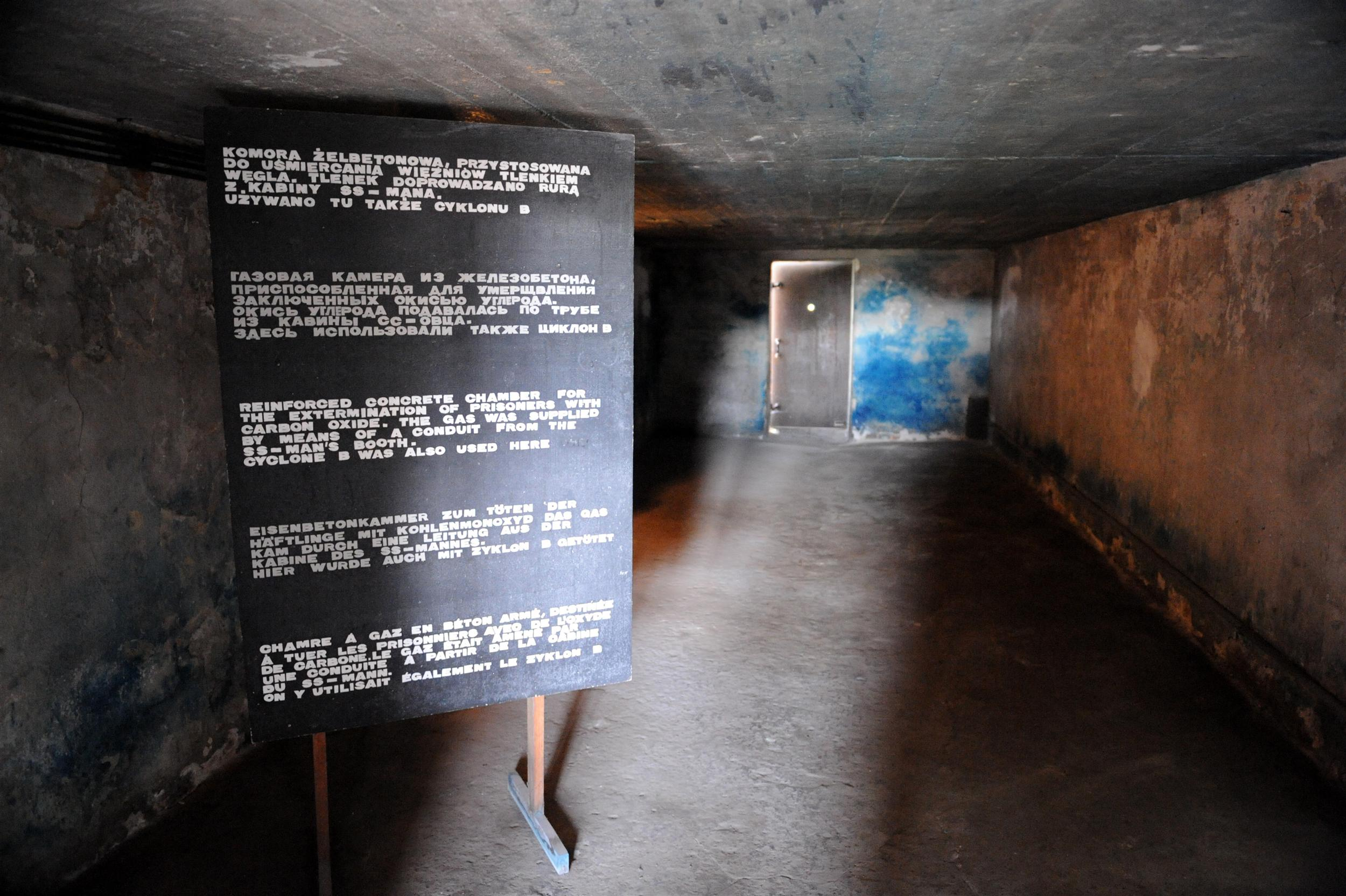
Bên trong phòng hơi ngạt Majdanek, với dấu tích màu xanh Prussia đặc trưng

Đức Quốc xã đã sử dụng rộng rãi các loại phòng hơi ngạt khác nhau để giết người hàng loạt.
Bắt đầu từ năm 1939, các phòng hơi ngạt đã được sử dụng như một phần của chương trình trợ tử của Đức Quốc xã nhằm loại bỏ những người khuyết tật về thể chất và trí tuệ. Các thí nghiệm trong việc kiểm tra bệnh nhân được tiến hành vào tháng 10 năm 1939 tại Posen bị chiếm đóng ở Ba Lan. Hàng trăm tù nhân đã bị giết vì ngộ độc khí carbon monoxit trong một phòng hơi ngạt thử nghiệm. Năm 1940, các phòng hơi ngạt sử dụng carbon monoxide tinh khiết đóng chai đã được thành lập tại sáu trung tâm trợ tử ở Đức. Ngoài những người khuyết tật, những trung tâm này cũng được sử dụng để giết các tù nhân được chuyển từ các trại tập trung ở Đức, Áo và Ba Lan. Việc giết các tù nhân trại tập trung tiếp tục sau khi chương trình trợ tử được chính thức đóng cửa vào năm 1941.
Trong cuộc xâm lược vào Nga, các vụ hành quyết hàng loạt bằng khí thải đã được Einsatzgruppen thực hiện bằng cách sử dụng các xe hơi ngạt - xe tải được sửa đổi để chuyển khí thải động cơ vào phòng hơi ngạt bịt kín.
Bắt đầu từ năm 1941, các phòng hơi ngạt đã được sử dụng tại các trại hủy diệt ở Ba Lan để giết người Do Thái, Roma và các nạn nhân khác của Holocaust. Xe chở xăng đã được sử dụng tại trại hủy diệt Chełmno. Các trại hủy diệt của Chiến dịch Reinhard tại Bełżec, Sobibór và Treblinka đã sử dụng khói thải từ các động cơ diesel. Để tìm kiếm các phương pháp giết người hiệu quả hơn, Đức quốc xã đã thử nghiệm sử dụng chất khử trùng Zyklon B dựa trên hydro cyanide tại trại tập trung Auschwitz. Phương pháp này đã được áp dụng cho các vụ giết người hàng loạt tại các trại ở Auschwitz và Majdanek. Có tới 6000 nạn nhân bị giết bằng Zyklon-B mỗi ngày tại Auschwitz.
Hầu hết các phòng hơi ngạt tại các trại hủy diệt đã bị dỡ bỏ hoặc phá hủy trong những tháng cuối của Thế chiến II khi quân đội Liên Xô tiếp cận, ngoại trừ những phòng hơi ngạt ở Dachau, Sachsenhausen và Majdanek. Một phòng hơi ngạt bị phá hủy tại Auschwitz đã được xây dựng lại sau chiến tranh để xây đài tưởng niệm.

## Tại Mỹ

Sử dụng phòng hơi ngạt tại Mỹ.

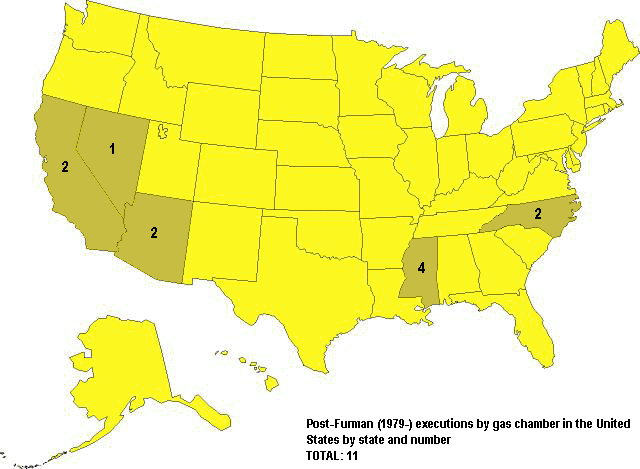
Sử dụng sau Furman theo tiểu bang và các lần áp dụng

Phòng hơi ngạt đã được sử dụng cho các hình phạt tử hình tại Hoa Kỳ để xử tử các tử tù. Người đầu tiên được tử hình tại Hoa Kỳ bằng phòng hơi ngạt là Gee Jon, vào ngày 8 tháng 2 năm 1924. Do không thành công để bơm khí độc trực tiếp vào phòng giam của Gee Jon tại nhà tù tiểu bang Nevada, một phòng hơi ngạt tạm thời đầu tiên đã được xây dựng để thực hiện bản án tử hình của Gee.
Ngày 3 tháng 12 năm 1948, án tử hình Miran Thompson và Sam Shockley đã được thực hiện trong các phòng hơi ngạt tại nhà tù San Quentin vì tội ác của họ trong trận Alcatraz.
Năm 1957, tử tù Burton Abbott đã bị đưa vào phòng hơi ngạt với sự giám sát của  thống đốc California, Goodwin J. Knight, qua điện thoại. Kể từ sự phục hồi của hình phạt tử hình tại Mỹ vào năm 1976, 11 người đã bị xử tử hình bằng phòng hơi ngạt. Đến năm 1980, báo cáo về sự đau đớn của tử tù trong quá trình hành quyết bằng phòng hơi ngạt đã dẫn đến tranh cãi về việc sử dụng phương pháp này.
Vào ngày 02 tháng 9 năm 1983, trong lần tử hình Jimmy Lee Gray ở Mississippi, các quan chức đã bỏ đi sau tám phút trong khi Gray vẫn còn sống và thở hổn hển. Quyết định mở phòng hơi ngạt trong khi tử tù này vẫn còn sống đã bị luật sư của ông, David Bruck, chỉ trích. David, một luật sư chuyên về các vụ án tử hình, cho biết, "Jimmy Lee gần chết khi đập đầu của mình vào một thanh thép trong phòng hơi ngạt trong khi các phóng viên tranh thủ đếm những lần rên rỉ của anh ta."